# Pimelomera schwetzi
Pimelomera schwetzi är en skalbaggsart som beskrevs av Moser 1924. Pimelomera schwetzi ingår i släktet Pimelomera och familjen Melolonthidae. Inga underarter finns listade i Catalogue of Life.